# Amsterdamer Wechselbank

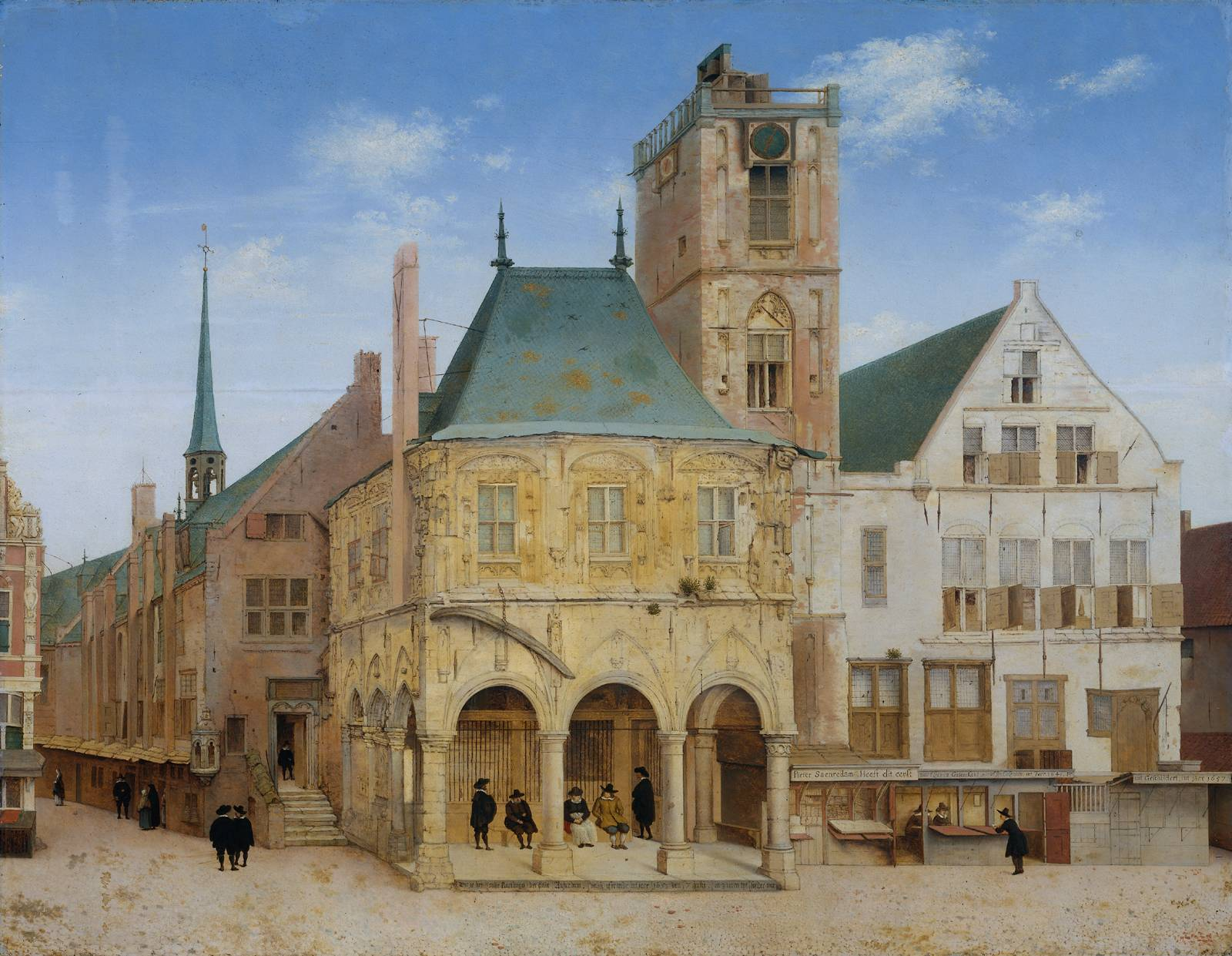
Das alte Rathaus von Amsterdam, in dem 1609 die Wisselbank gegründet wurde. Ölgemälde von Pieter Janszoon Saenredam aus dem Jahr 1657.

Die Amsterdamer Wechselbank (ndl: Amsterdamsche Wisselbank) war die erste städtische Wechselbank in Westeuropa.
Es war ihre Aufgabe, den Zahlungsverkehr zu fördern, der aufgrund der unterschiedlichen damals im Umlauf befindlichen Währungen erschwert wurde. Die Amsterdamer Wechselbank nahm Geld der diversen Währungen an und schrieb die Einlage einem Konto in Bankgulden oder der fremdländischen Währung gut. Damit konnten zwischen den Konten verschiedener Personen bei der Bank bargeldlose Zahlungen vorgenommen werden.
Zuvor waren zwar 1587 in Venedig (Banco di Rialto) und 1593 in Mailand erste Wechselbanken gegründet worden, doch war die Wechselbank von Amsterdam, die am 31. Januar 1609 ihre Tore öffnete, die erste öffentliche Bank, die einen bargeldlosen Ausgleich von Forderungen zwischen Konten vornahm. Sie ist somit weltweit die erste Bank, die als Zentralbank bezeichnet werden kann.

## Geschichte

### Vorgeschichte
Durch den extensiven Handel im Goldenen Zeitalter kamen die Amsterdamer mit vielen fremden Münzsorten in Berührung. Mit Zustimmung des Landesherrn konnte jedes Land, jede Gemeinde, jede Stadt ihre eigenen Münzen schlagen. Daher waren innerhalb der Republik der Sieben Vereinigten Niederlande, wie in den Ländern ihrer Handelspartner eine Vielzahl unterschiedlicher Münzen im Umlauf, deren Wert nicht sofort erkenntlich war. Auch waren öfter minderwertige Münzen im Umlauf, bei denen der auf ihnen angegebene Betrag stark vom tatsächlichen Wert des Edelmetalls abwich, aus dem sie hergestellt worden waren. Deswegen gab es immer wieder Unstimmigkeiten und hielten die Händler und Geldwechsler in umfangreichen Büchern die Wechselkurse der einzelnen Münzen fest.
Geldwechsler und Wechselstuben waren in dieser Zeit unverzichtbar. Dort konnten gegen eine Gebühr der absolute und relative Wert verschiedener Münzen in Erfahrung gebracht und Münzen umgetauscht werden. Aber die Geldwechsler waren nicht immer vertrauenswürdig.

### Gründung und Betrieb
1609 gründete die Amsterdamer Stadtverwaltung ihre erste Wechselbank, die im Erdgeschoss des Rathauses (des oben abgebildeten oude Stadhuis) untergebracht wurde. Zu ihren Aufgaben gehörte es, Depositen anzunehmen und bargeldlose Überweisungen zwischen den Kaufleuten von Konto zu Konto zu ermöglichen. Weiterhin sollten Edelmetall und nicht gangbare Münzen aufgekauft und dafür neue, wertbeständige Münzen geprägt werden.
Die Bank nahm zahlreiche Münzsorten sowie Gold und Silber an und „wechselte“, indem sie den Wert taxierte und Gutschriften in „Bankgulden“ (Giralgeld, auch „Bankgeld“ genannt) mit festem Silbergehalt erteilte, auf deren Grundlage der Kunde über seine Einlage verfügen konnte. Da die Kunden der Bank vertrauen konnten, wurde so der internationale Handel erheblich erleichtert und das europäische Münzchaos des frühen 17. Jahrhunderts stabilisiert. Auf diese Art und Weise wurde auch die Grundlage für den bargeldlosen Zahlungsverkehr gelegt.
Die Amsterdamer Wechselbank hatte eine weit größere als lediglich lokale Bedeutung. In ihrer Blütezeit genoss sie weltweite Reputation. Als Girobank nahm die Bank auftragsgemäße bargeldlose Überweisungen von einem auf das Konto eines anderen Kunden vor. Sie brachte dabei also kein Bank- oder Wertpapier in Umlauf, sondern erteilte Guthaben bei der Bank, über die der Kunde jederzeit verfügen kann. Die Stadt Amsterdam fungierte dabei als Garant für den einbezahlten Betrag, dessen Wert in Silber hinterlegt war. Weiterhin waren die angebotenen Dienste zuverlässig und preisgünstig, teilweise sogar kostenlos. So gewann die Wechselbank sehr schnell das Vertrauen der Bürgerschaft.
Die Wechselbank verfügte über einen großen Stab von Beamten. Bis 1686 wurde sie von drei, später vier Kommissaren geleitet, die oft Mitglieder der Vroedschap (Rat der Weisen) waren. Zwei von ihnen mussten während der Öffnungszeiten der Wechselbank stets anwesend sein. Sie führten die Aufsicht über vier Hauptbuchhalter, die mit vier Gegenbuchhaltern, drei Kassieren, diversen Angestellten, Dienern, Boten und dem „Essayeur“ den Dienst verrichteten. Letzterer hatte eine besonders wichtige Stellung inne. Er untersuchte in der Asservatenkammer den Materialgehalt von Münzen. Meistens war er auch für den Kauf von Edelmetallen zuständig und bestellte bei dem Münzmeister bestimmte Münzen.
Jeder der Buchhalter hatte seine ganz spezifische Aufgabe: der erste nahm die schriftlichen Zahlungsaufträge in Empfang, der zweite führte das Journal, der dritte das Bilanzbuch und der vierte das Hauptbuch.
Damit waren die Grundlagen für die Niederlande geschaffen, sich zu einem kapitalexportierenden Land entwickeln zu können; der Bankgulden entfaltete sich schnell zur europäischen Schlüsselwährung des 17. Jahrhunderts. 1615 wurde in Middelburg eine Zweigstelle eingerichtet, 1635 eine weitere in Rotterdam.
Von großer Bedeutung war die Bestimmung, dass alle Wechsel von mehr als 600 Gulden, die in Amsterdam gezogen und verhandelt oder anderweitig gezogen und in Amsterdam fällig gestellt waren, über die Amsterdamer Wechselbank abgewickelt werden mussten. Diese Bestimmung führte dazu, dass die Wechselbank bald zum „Hauptkassier“ des Amsterdamer Handels wurde. Das Erteilen von Krediten gehörte allerdings nicht zu ihrem Geschäftszweck und das Diskontieren von Wechseln, die damals gebräuchlichste Form des Kaufmannskredits, war ihr untersagt.

### Niedergang und Schließung
Amsterdam als Finanzplatz war Schauplatz des ersten Effektenhandels, aber auch des ersten internationalen Börsenkraches 1637. Ein weiterer Skandal erschütterte die Amsterdamer Wechselbank 1794, als bekannt wurde, dass die Bank Millionen von Gulden illegaler Blankokredite an die Niederländische Ostindien-Kompanie ausgegeben hatte. Dieser Skandal war der Anfang vom Ende der Bank, die 1820 endgültig ihre Türen schließen musste. Es war ein weiteres Zeichen dafür, dass die Niederlande nicht mehr das Finanzzentrum der Welt waren.
Am 5. April 1814 errichtete König Wilhelm I. die Niederländische Bank (De Nederlandsche Bank, DNB), die das Monopol zur Ausgabe niederländischer Banknoten erhielt.